# Журавлик (мультфільм, 1970)
«Жура́влик» — анімаційний фільм 1970 року Творчого об'єднання художньої мультиплікації студії Київнаукфільм, режисер — Ірина Гурвич.

## Сюжет
Маленький Журавлик разом з іншими журавлями летить до Африки. Там йому дуже сподобалось, проте згодом журавлик зрозумів, що він в Африці чужий і повертається додому.